# Роберто Дзанетті
Роберто Дзанетті (італ. Roberto Zanetti; нар. 28 листопада 1956, Масса, Тоскана) — італійський співак, композитор і автор текстів. Як музикант більш відомий під псевдонімом Саваж (Savage), як продюсер — Robyx. Характерний представник італо-диско 1980-х років.

## Біографія

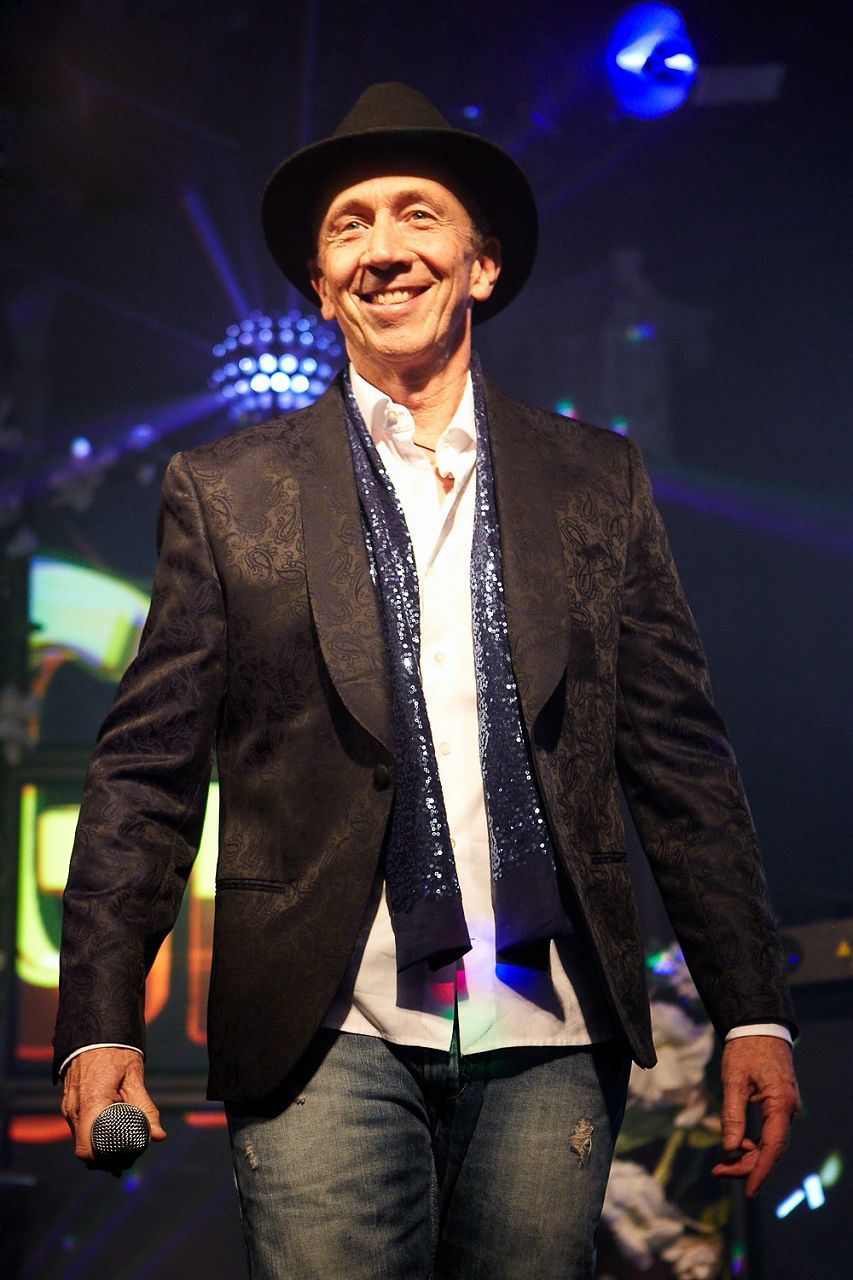
Роберто Дзанетті

У 14 років почав вчитися грі на фортепіано.
Перший успіх прийшов до нього в складі групи Santarosa з хітом Souvenir, який в 1978 році був проданий в Італії в кількості понад 200 000 примірників.
У 1980 році він спільно з Адельмо Форначарі засновує групу Taxi, яка стає переможцем пісенного фестивалю в Кастрокаро в 1981 році. Група випускає сингл To Miami, зайняв перші рядки в італійських чартах.
Перший досвід як продюсера пов'язаний з роботою над піснею групи Taxi під назвою Stargo.
З 1983 року він впритул працює над власним проектом Savage, запозичивши ім'я у героя улюблених коміксів.
Є засновником кількох звукозаписних компаній Robyx Productions, Extravaganza Publishing і World Attack Records (DWA).

### Композиції
- «Don’t Cry Tonight» (1983)
- «Only You» (1984)
- «Radio/A Love Again» (1984)
- «Radio/Reggae Radio» (1984)
- «Time/Computerized Love» (1985)
- «Love Is Death» (1986)
- «Celebrate» (1986)
- «I’m Loosing You» (1988)
- «I Just Died In Your Arms Tonight» (1989)
- «Don’t Cry Tonight» (Rap Remake) (1989)
- «Good-Bye» (1989)
- «Twothousandnine» (2009)
- «I Love You» (2020)
- «Italodisco» (2020)
- «Where Is The Freedom» (2020)
- «Lonely Night» (2020)